# Due amici (romanzo)
Due amici è un romanzo del 2011 di Carlo Mazzoni, pubblicato in Italia da Fandango.
In Due amici Carlo Mazzoni racconta la storia di due amici che crescono insieme, stretti da un legame  che li obbliga a confrontarsi su ogni decisione della loro vita. Questo romanzo ha una matrice autobiografica.

## L'opera
I due protagonisti, Matteo e Gio sono uguali. Sono cresciuti insieme, adorandosi e aspettandosi ogni giorno. Hanno imparato le stesse cose. Hanno gli stessi movimenti lenti, le stesse domande, lo stesso viso sincero.
Questo il centro del racconto: due caratteri che si formano crescendo negli anni, specchiandosi uno nell'altro.
L'argomento principale del romanzo Due amici è un'amicizia intesa come l'amore più forte possibile all'uomo, rifacendosi alle parole del Vangelo secondo Giovanni: "Non esiste amore più grande di questo, dare la vita per i propri amici. Un amore che spinge a realizzarsi, a essere sinceri, a sperare di poter moltiplicare ogni talento ricevuto.

## Edizioni
- Carlo Mazzoni, Due amici, Fandango, 2011, ISBN 978-88-6044-207-9.